# Šlomo Kohen-Cidon
Šlomo Kohen-Cidon (hebrejsky שלמה כהן-צידון‎, 15. února 1923 – 16. února 2012) byl izraelský politik a bývalý poslanec Knesetu za strany Gachal a ha-Merkaz ha-chofši.

## Biografie
Narodil se v Alexandrii v Egyptě, kde navštěvoval střední školu a vyšší obchodní školu. V roce 1949 přesídlil do Izraele. Vystudoval pak práva a ekonomii v Tel Avivu. Získal osvědčení pro výkon profese právníka.

## Politická dráha
V Egyptě se angažoval v sionistickém hnutí. Dočasně byl členem levicové strany Mapaj. V roce 1961 byl jedním ze zakladatelů Liberální strany. V izraelském parlamentu zasedl po volbách v roce 1965, do nichž šel na kandidátce strany Gachal. Mandát získal až dodatečně, v říjnu 1966, po smrti poslance Elijahu Meridora. Byl členem výboru pro vzdělávání a kulturu, výboru práce a výboru pro záležitosti vnitra. V průběhu volebního období opustil Gachal a přešel do poslaneckého klubu strany ha-Merkaz ha-chofši (Svobodný střed). Ve volbách v roce 1969 mandát neobhájil.